# زوران یوویچیچ
زوران یوویچیچ (صربی: Zoran Jovičić؛ زادهٔ ۱۷ آوریل ۱۹۷۳) بازیکن فوتبال اهل صربستان بود.
از باشگاه‌هایی که در آن بازی کرده‌است می‌توان به باشگاه فوتبال سوتیسکا نیکشیچ، باشگاه فوتبال کان، باشگاه فوتبال بوراتس بانیا لوکا، باشگاه فوتبال ستاره سرخ بلگراد، باشگاه فوتبال سمپدوریا، و باشگاه فوتبال پانیونیوس اشاره کرد.
وی همچنین در تیم ملی فوتبال صربستان و مونته‌نگرو بازی کرده‌است.